# Bahnstrecke Löwenberg–Prenzlau
| Bahnhof Templin Stadt | |                                         |                                         |
| Streckennummer (DB): | 6752 6753 Verbindung Blindow-Prenzlau West                                                           |                                         |                                         |
| Kursbuchstrecke (DB): | 209.12                                                                                               |                                         |                                         |
| Kursbuchstrecke: | 108a (1934) 108c (Templin-Fährkrug – Templin 1934) 121a (Templin – Löwenberg (Mark) 1946) 912 (1968) |                                         |                                         |
| Streckenlänge: | bis 1945: 72,5 km ab 1953: 75,1 km                                                                   |                                         |                                         |
| Spurweite: | 1435 mm (Normalspur)                                                                                 |                                         |                                         |
| Maximale Neigung: | 10 ‰                                                                                                 |                                         |                                         |
| Minimaler Radius: | 250 m                                                                                                |                                         |                                         |
| Streckengeschwindigkeit: | 120 km/h (Prenzlau–Abzw. Prenzlau Nord) 40 km/h (Abzw. Prenzlau Nord–Streckenende) sonst 80 km/h     |                                         |                                         |
| | |                                         |                                         |
| \| \| \| von Pasewalk \| \| \| \| \| Abzw Prenzlau-Blindow \| \| \| \| 2,5 116,8 \| Abzw Prenzlau Nord \| von Dedelow \| \| \| \| \| \| \| \| 115,2 \| Prenzlau West \| Prenzlau West \| \| \| \| von Damme (Uckerm) \| \| \| \| 0,0 \| Prenzlau \| Prenzlau \| \| \| \| nach Angermünde \| \| \| \| \| Ucker \| \| \| \| \| Streckenende (Strecke demontiert) \| \| \| \| \| B 198 \| \| \| \| 111,9 \| Prenzlau Vorstadt \| Prenzlau Vorstadt \| \| \| \| Strom \| \| \| \| 108,0 \| Thiesorter Mühle \| Thiesorter Mühle \| \| \| 106,5 \| Groß Sperrenwalde \| Groß Sperrenwalde \| \| \| 102,9 \| Beenz \| Beenz \| \| \| 100,9 \| Anst Birkenhain \| (bis 1944 Hp) \| \| \| 95,7 \| Haßleben \| Haßleben \| \| \| 92,0 \| Mittenwalde (b Templin) \| Mittenwalde (b Templin) \| \| \| 86,3 \| Kreuzkrug \| Kreuzkrug \| \| \| \| von Fürstenwerder \| \| \| \| 82,3 \| Templin-Fährkrug früher Fährkrug \| Templin-Fährkrug früher Fährkrug \| \| \| \| Fährsee/Bruchsee \| \| \| \| \| B 109 \| \| \| \| \| Gleisenende (Strecke abgebaut) \| \| \| \| \| von Britz \| \| \| \| 78,7 \| Templin Stadt (früher Templin Vorstadt) \| Templin Stadt (früher Templin Vorstadt) \| \| \| 77,3 \| Templin \| Templin \| \| \| \| nach Fürstenberg \| \| \| \| 71,4 \| Hammelspring \| Hammelspring \| \| \| \| B 109 \| \| \| \| 66,3 \| Vogelsang (Kr Oberhavel) \| Vogelsang (Kr Oberhavel) \| \| \| \| nach Groß Dölln \| \| \| \| 61,6 \| Zehdenick-Neuhof (früher Bf) \| Zehdenick-Neuhof (früher Bf) \| \| \| 60,3 \| Voßkanal \| Voßkanal \| \| \| 57,7 \| Zehdenick (Mark) \| Zehdenick (Mark) \| \| \| 56,2 \| Kleinmutz \| Kleinmutz \| \| \| 51,5 \| Bergsdorf \| Bergsdorf \| \| \| \| Berliner Nordbahn von Neustrelitz \| \| \| \| \| von Herzberg (Mark) \| \| \| \| \| B 167 \| \| \| \| 44,3 \| Löwenberg (Mark) \| Löwenberg (Mark) \| \| \| \| Nordbahn nach Berlin \| \| | |                                         |                                         |
| Strecke | | von Pasewalk                            | von Pasewalk                            |
| Verschwenkung von links (Strecke außer Betrieb) · Verschwenkung von rechts | | Abzw Prenzlau-Blindow                   | Abzw Prenzlau-Blindow                   |
| Abzweig ehemals quer, von links und ehemals von rechts · Kreuzung geradeaus unten (Strecke geradeaus außer Betrieb) · Abzweig geradeaus und von rechts | 2,5 116,8                                                                                            | Abzw Prenzlau Nord                      | von Dedelow                             |
| Strecke nach links · Abzweig ehemals geradeaus und von rechts · Strecke | |                                         |                                         |
| Dienststation / Betriebs- oder Güterbahnhof · Strecke | 115,2                                                                                                | Prenzlau West                           | Prenzlau West                           |
| Abzweig geradeaus und ehemals von links · Abzweig geradeaus, ehemals von links und ehemals von rechts | | von Damme (Uckerm)                      | von Damme (Uckerm)                      |
| Strecke · Bahnhof | 0,0                                                                                                  | Prenzlau                                | Prenzlau                                |
| Strecke · Strecke nach links | | nach Angermünde                         | nach Angermünde                         |
| Brücke über Wasserlauf | | Ucker                                   | Ucker                                   |
| | | Streckenende (Strecke demontiert)       |                                         |
| Bahnübergang (Strecke außer Betrieb) | | B 198                                   | B 198                                   |
| Bahnhof (Strecke außer Betrieb) | 111,9                                                                                                | Prenzlau Vorstadt                       | Prenzlau Vorstadt                       |
| Brücke über Wasserlauf (Strecke außer Betrieb) | | Strom                                   | Strom                                   |
| Haltepunkt / Haltestelle (Strecke außer Betrieb) | 108,0                                                                                                | Thiesorter Mühle                        | Thiesorter Mühle                        |
| Bahnhof (Strecke außer Betrieb) | 106,5                                                                                                | Groß Sperrenwalde                       | Groß Sperrenwalde                       |
| Bahnhof (Strecke außer Betrieb) | 102,9                                                                                                | Beenz                                   | Beenz                                   |
| Abzweig geradeaus und von rechts (Strecke außer Betrieb) | 100,9                                                                                                | Anst Birkenhain                         | (bis 1944 Hp)                           |
| Bahnhof (Strecke außer Betrieb) | 95,7                                                                                                 | Haßleben                                | Haßleben                                |
| Bahnhof (Strecke außer Betrieb) | 92,0                                                                                                 | Mittenwalde (b Templin)                 | Mittenwalde (b Templin)                 |
| Bahnhof (Strecke außer Betrieb) | 86,3                                                                                                 | Kreuzkrug                               | Kreuzkrug                               |
| Abzweig geradeaus und von rechts (Strecke außer Betrieb) | | von Fürstenwerder                       | von Fürstenwerder                       |
| Bahnhof (Strecke außer Betrieb) | 82,3                                                                                                 | Templin-Fährkrug früher Fährkrug        | Templin-Fährkrug früher Fährkrug        |
| Brücke über Wasserlauf (Strecke außer Betrieb) | | Fährsee/Bruchsee                        | Fährsee/Bruchsee                        |
| Brücke (Strecke außer Betrieb) | | B 109                                   | B 109                                   |
| | | Gleisenende (Strecke abgebaut)          |                                         |
| Abzweig geradeaus und von links | | von Britz                               | von Britz                               |
| Haltepunkt / Haltestelle | 78,7                                                                                                 | Templin Stadt (früher Templin Vorstadt) | Templin Stadt (früher Templin Vorstadt) |
| Bahnhof | 77,3                                                                                                 | Templin                                 | Templin                                 |
| Abzweig geradeaus und ehemals nach rechts | | nach Fürstenberg                        | nach Fürstenberg                        |
| Haltepunkt / Haltestelle | 71,4                                                                                                 | Hammelspring                            | Hammelspring                            |
| Bahnübergang | | B 109                                   | B 109                                   |
| Bahnhof | 66,3                                                                                                 | Vogelsang (Kr Oberhavel)                | Vogelsang (Kr Oberhavel)                |
| Abzweig geradeaus und ehemals nach links | | nach Groß Dölln                         | nach Groß Dölln                         |
| Haltepunkt / Haltestelle | 61,6                                                                                                 | Zehdenick-Neuhof (früher Bf)            | Zehdenick-Neuhof (früher Bf)            |
| Brücke über Wasserlauf | 60,3                                                                                                 | Voßkanal                                | Voßkanal                                |
| Bahnhof | 57,7                                                                                                 | Zehdenick (Mark)                        | Zehdenick (Mark)                        |
| ehemaliger Haltepunkt / Haltestelle | 56,2                                                                                                 | Kleinmutz                               | Kleinmutz                               |
| Haltepunkt / Haltestelle | 51,5                                                                                                 | Bergsdorf                               | Bergsdorf                               |
| Abzweig geradeaus und von rechts | | Berliner Nordbahn von Neustrelitz       | Berliner Nordbahn von Neustrelitz       |
| Abzweig geradeaus und von rechts | | von Herzberg (Mark)                     | von Herzberg (Mark)                     |
| Bahnübergang | | B 167                                   | B 167                                   |
| Bahnhof | 44,3                                                                                                 | Löwenberg (Mark)                        | Löwenberg (Mark)                        |
| Strecke | | Nordbahn nach Berlin                    | Nordbahn nach Berlin                    |

Die Bahnstrecke Löwenberg–Prenzlau ist eine eingleisige, nicht elektrifizierte Nebenbahn im Norden des Landes Brandenburg. Während der Abschnitt Löwenberg–Templin Stadt im Schienenpersonenverkehr betrieben wird, ist dieser im weiteren Streckenverlauf bis Prenzlau bereits seit 2000 eingestellt.

## Geschichte

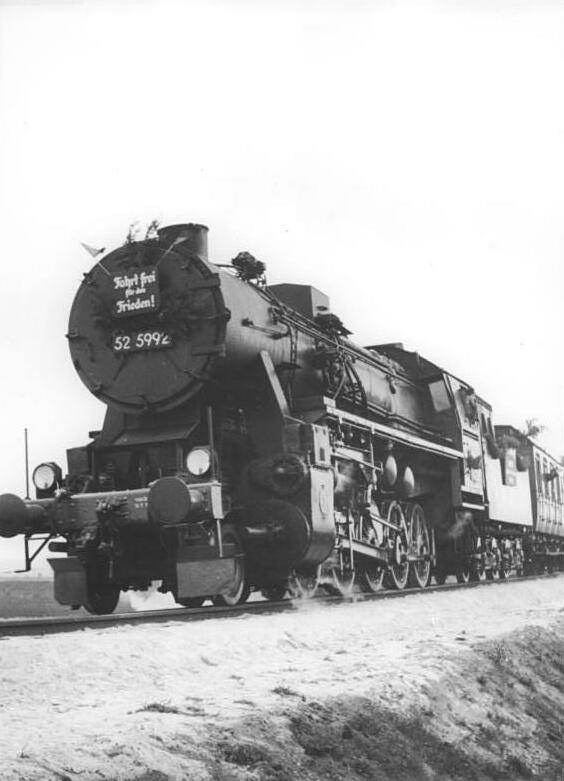
Eröffnungszug am 30. Oktober 1953 nach Wiederaufbau des Streckenabschnitts Templin–Prenzlau

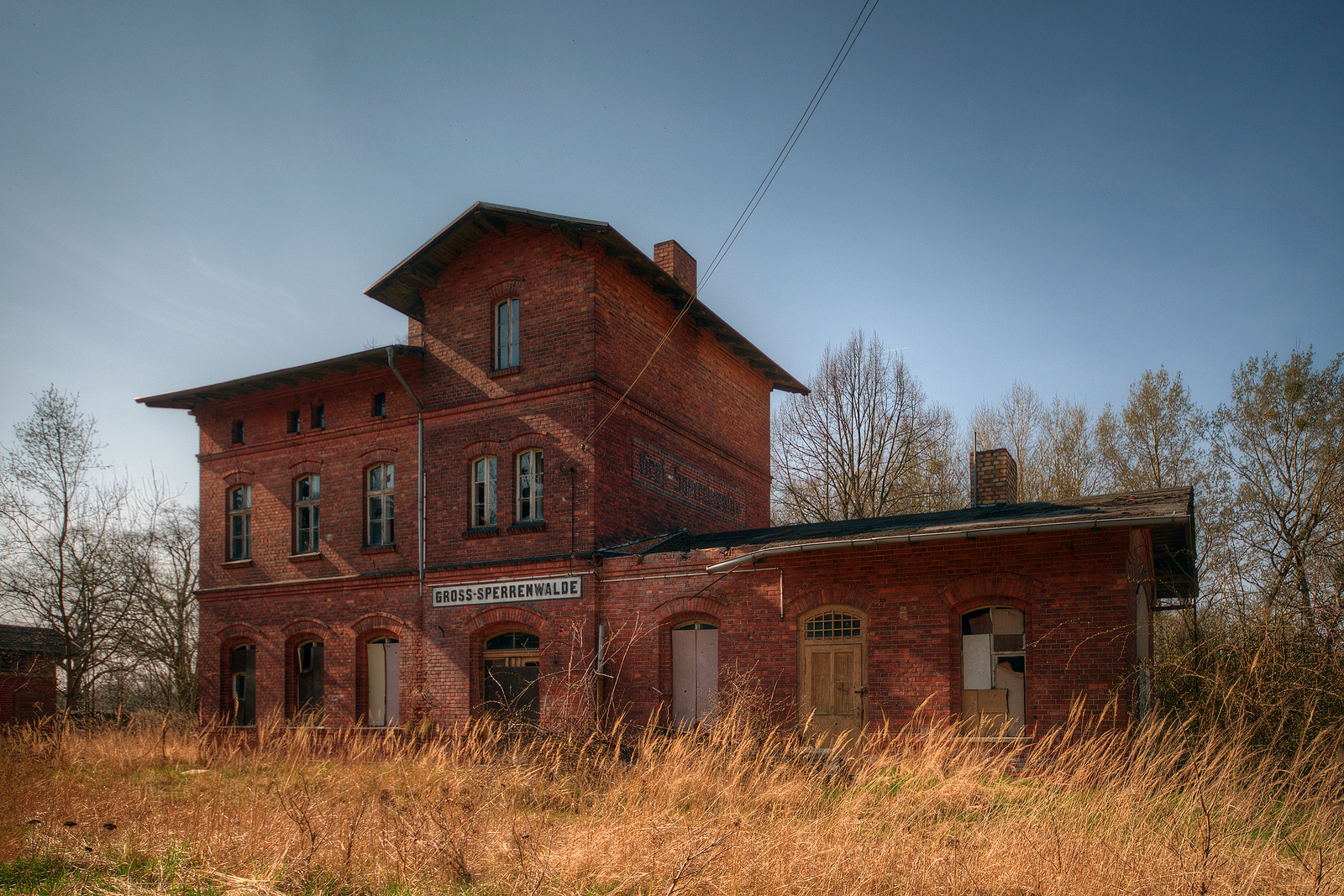
Empfangsgebäude Groß Sperrenwalde im stillgelegten Abschnitt der Strecke

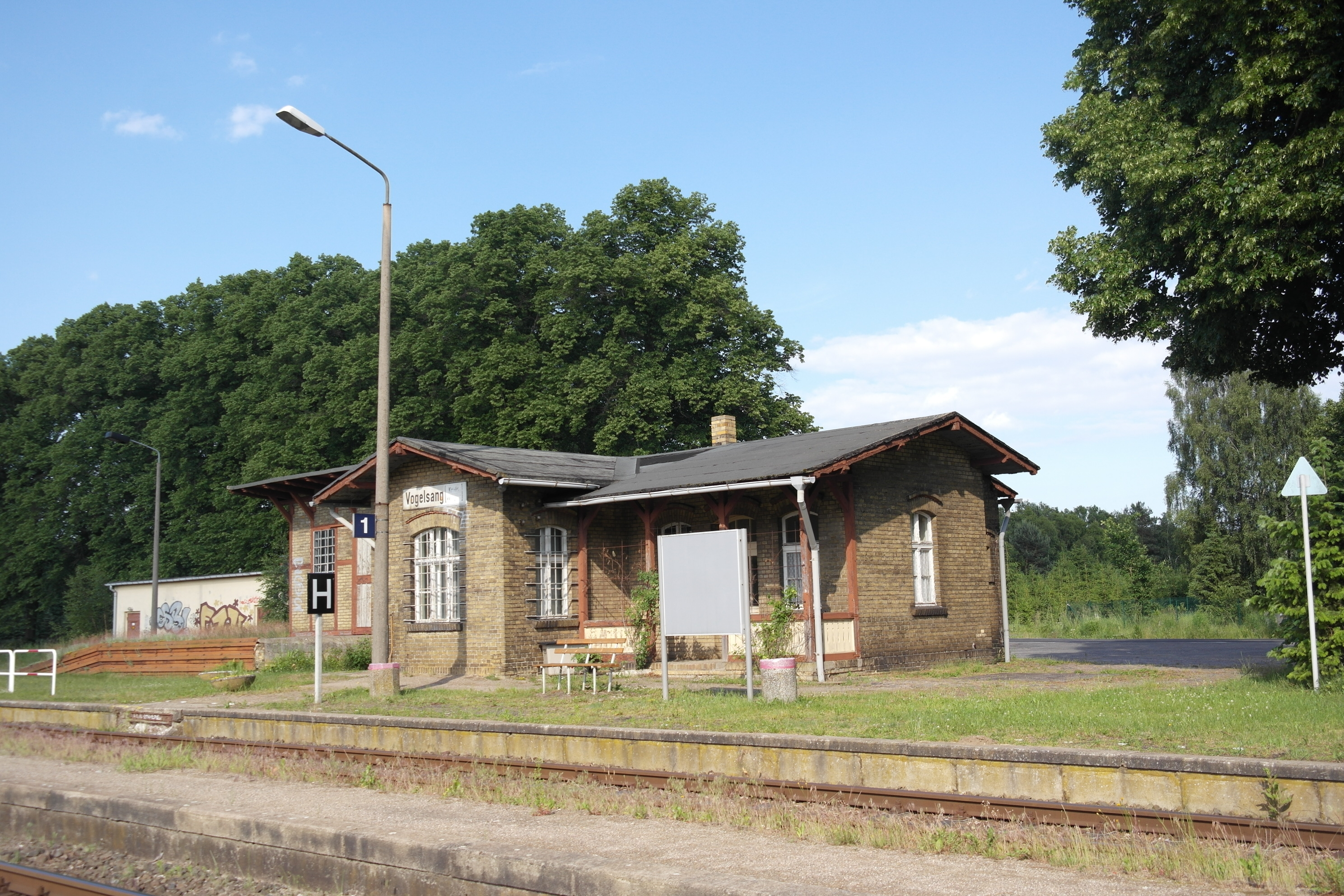
Bahnhof Vogelsang (Kr Oberhavel)

Die Strecke Löwenberg–Templin wurde am 1. Mai 1888 eröffnet und ist heute noch für den Personenverkehr in Betrieb. Zehn Jahre später – am 24. März 1899 – erfolgte die Verlängerung der Strecke nach Prenzlau. 1945 wurde dieser Abschnitt als Reparationsleistung für die Sowjetunion abgebaut. Acht Jahre später erfolgte der Wiederaufbau. Die Trassierung innerhalb Prenzlaus wurde dabei verändert, so dass die Strecke seitdem in einem Bogen nordwestlich um die Stadt führt. Die Wiedereröffnung des Abschnitts erfolgte am 30. Oktober 1953. 1955 ging eine Verbindungsstrecke vom neu errichteten Betriebsbahnhof Prenzlau West nach Blindow an der Bahnstrecke Angermünde–Stralsund in Betrieb. Damit war eine direkte Nord-Süd-Verbindung entstanden, wobei der Bahnhof Prenzlau umfahren wurde. Sie diente vor allem dem Güter- und militärischen Verkehr, wurde aber auch von einigen Schnellzügen in der Sommersaison genutzt.
Am 28. Mai 2000 wurde auf dem Abschnitt Templin Stadt–Prenzlau der Reiseverkehr eingestellt. Noch bis 2003 bediente ein Güterzugpaar den nördliche Abschnitt zwischen Prenzlau und Prenzlau Vorstadt. Im Dezember 2008 verkaufte die Deutsche Bahn diesen Streckenabschnitt an die Draisinenbahnen Berlin/Brandenburg, die am 24. März 2010 einen Betrieb mit Draisinen auf der neun Kilometer langen Teilstrecke Beenz–Prenzlau Vorstadt eröffnet hatten. Allerdings wurde dieser Betrieb bald wieder eingestellt und die Strecke an die Havelländische Eisenbahn (HVLE) verkauft, die sie im Jahr 2011 wieder zur Abgabe an andere Eisenbahninfrastrukturunternehmen ausschrieb. Nachdem sich kein Interessent fand, wurde Anfang 2012 die Entwidmung der Strecke von Bahnbetriebszwecken beantragt.
Der Streckenabschnitt Löwenberg – Templin wurde im Juni 2020 in das elektronische Stellwerk Neuruppin einbezogen, das bis dahin genutzte mechanische Stellwerk im Bahnhof Templin wurde damit stillgelegt.
Der Bahnhof Vogelsang (Kr Gransee) wurde zum 11. Dezember 2022 umbenannt in Vogelsang (Kr Oberhavel).
Die ehemalige Bahntrasse zwischen Prenzlau und Templin soll zu einem 33 km langen Radweg umgebaut werden, eine Fertigstellung ist bis 2028 geplant.

## Fahrzeugeinsatz
Ab etwa 1970 bestanden die Personenzüge in der Regel aus einer Lokomotive der Baureihe 110 und zwei bis drei Rekowagen. Güter- und Schnellzüge wurden mit Lokomotiven der Baureihen 118 oder 120 bespannt. Ab 1995 fuhren keine Eilzüge mehr über Templin, der Güterverkehr ging auch zurück. Dies führte dazu, dass in Templin nur noch Leichttriebwagen der Reihe 772 anzutreffen waren. Zuerst noch in Dunkelrot verkehrend, wurden diese Fahrzeuge ab 1994 dem Farbschema Minttürkis/Pastelltürkis/Lichtgrau der Deutschen Bahn angepasst. Später kamen Triebwagen der Baureihe 628 nach Templin. Diese verkehrten zunächst ebenfalls im Anstrich Minttürkis/Pastelltürkis/Lichtgrau, wurden jedoch später in Verkehrsrot umlackiert. Abgelöst wurden sie um das Jahr 2006 durch Triebwagen der DB-Baureihe 646, die gleichfalls verkehrsrot lackiert wurden.
Im Jahr 2008 bekam die Prignitzer Eisenbahn (PEG) die Hälfte der Verkehrsleistungen auf der Linie RB 12 als Ersatzleistung von Abbestellungen auf anderen Linien. Die PEG fuhr bis Dezember 2010 mit Regio-Shuttles, meist in Doppeltraktion. Nachdem die PEG in Nordrhein-Westfalen Verkehrsleistungen in einer erneuten Ausschreibung verloren hatte, wurden Fahrzeuge frei. Somit kamen bis Dezember 2012 im stündlichen Wechsel Züge der Baureihe 646 der DB und Talent-Dieseltriebwagen der PEG nach Templin.
Zum Fahrplanwechsel Ende 2012 vergab das Land Brandenburg die Leistungen auf der Linie RB 12 bis Ende 2014 vollständig an DB Regio. Der Betrieb wurde im Auftrage des Verkehrsverbundes Berlin-Brandenburg mit Triebwagen der Reihe 646 durchgeführt. Am 13. Dezember 2015 übernahm die NEB Betriebsgesellschaft den Betrieb der dieser Linie im Rahmen des Netzes „Ostbrandenburg“. Die Züge fahren seitdem über den Bahnhof Berlin-Lichtenberg hinaus bis Berlin Ostkreuz. Zum Einsatz kommen Dieseltriebwagen des Typs Talent.
Im Jahr 2019 wurde das Netz Ostbrandenburg mit einem Betriebsbeginn zum Fahrplanwechsel im Dezember 2024 erneut ausgeschrieben, die NEB Betriebsgesellschaft gewann die Ausschreibung und wird den Betrieb fortführen. Neben neuen Fahrten am Wochenende sowie in Tagesrandlage werden auch erstmalig im Verkehrsverbund Berlin-Brandenburg batterieelektrische Triebzüge des Typs Siemens Mireo Plus B eingesetzt werden. Zum gegenwärtigen Stand gibt es entlang der Strecke keine Oberleitungsinsel, sodass ein Aufladend es Fahrzeuges nur mit einer vorhandenen Oberleitung oder in der Abstellung des Bahnhofes Templin mittels Landstrom möglich ist. Zum Betriebsbeginn im Dezember werden nicht alle benötigten Mireo Plus B zur Verfügung stehen, weshalb die NEB den Betrieb mittels eines Stufenkonzeptes umsetzen wird. Die Einführung auf der RB12 soll entsprechend zwischen dem Frühjahr und Spätsommer erfolgen, da die Fahrzeuge umlaufbedingt zwischen den Linien RB12 und RB26 Bahnstrecke Kostrzyn-Berlin wechseln und auf Letzterer zwischen Berlin und Müncheberg eine Taktverdichtung darstellen.

## Sonstiges
Im Zuge der Bauarbeiten wurden im Dorf Mildenberg nahe Zehdenick bedeutende Ton-Lagerstätten entdeckt, was die Gründung von mehreren großen Ziegelei-Betrieben mit insgesamt 57 Ringöfen zur Folge hatte. Auf deren Gelände befindet sich heute der Ziegeleipark Mildenberg.